# Ikad ili nikad
Ikad ili nikad är Marta Savićs åttonde album, som släpptes år 2001 på Grand Production.

## Låtlista
1. Ikad ili nikad (Någonsin eller aldrig)
2. Morava i Drina (Morava och Drina)
3. Ne kopaj mi po prošlosti (Jag gräver inte upp det förflutna)
4. Da  mi život nije maćeha (För mig livet är styvmodern)
5. Tebi se sve može (Ni kan alla)
6. Jedan dan (En dag)
7. Idi vidi šta je život (Gå och se vad livet är)
8. Ta žena hoće sve (Denna kvinna vill ha allt)